# Statens Avissamling
Statens Avissamling er Danmarks nationale samling af aviser. Samlingen opbevares på Det Kgl. Bibliotek i Aarhus (tidligere Statsbiblioteket). Samlingen indeholder størstedelen af alle aviser, der er udkommet i Danmark. Bl.a. Danmarks ældste avis: Den Danske Mercurius fra 1666.
Det Kgl. Bibliotek modtager to eksemplarer af alle danske dagblade og distriktsblade som en del af Pligtafleveringsloven.

## Historien om Statens Avissamling[2]
De første aviser blev modtaget i 1902, da Statsbiblioteket blev oprettet. Aviserne var dubletter fra Det Kongelige Biblioteks samling.
Der gik mange år med forhandlinger om et avisdepot, inden Statens Avissamling blev oprettet ved lov 17. maj 1916. I 1918 trådte den første låner ind på avislæsesalen i Aarhus.
Staten havde erhvervet den tidligere kaserne i Høegh-Guldbergs Gade i Aarhus, hvor Statens Avissamling blev placeret, indtil samlingen i 1964 flyttede til Statsbibliotekets nye bygning i Universitetsparken. I 2007 blev avissamlingen flyttet til en ny magasinbygning i Skejby. Her blev der i 2013 oprettet en læsesal til læsning af de originalaviser, der ikke findes digitalt eller på mikrofilm.

## Bevaring på mikrofilm
Siden 1955 er aviserne blevet sikkerhedskopieret på mikrofilm. De første år stod det private firma Minerva i København for mikrofilmningen, men i perioden 1975-2016 stod biblioteket selv for filmningen.

## Digitalisering af Avissamlingen
Som erstatning for mikrofilm kan en stor del af aviserne i dag tilgås digitalt.
I perioden 2014-2017 digitaliserede Det Kgl. Bibliotek 32.000.000 avissider fra mikrofilm. Aviserne er tilgængelige i Mediestream, som er indgangen bibliotekets digitale samlinger af aviser, radio, tv og reklamefilm.
Fra 2017 modtager Det Kgl. Bibliotek nye aviser digitalt. Disse bliver på sigt også tilgængelige i Mediestream. Der modtages stadig aviser i papir i kraft af Pligtafleveringsloven.
Fra 2016 digitaliserer Det Kgl. Bibliotek også ældre aviser på avisscanner.

## Brug af samlingen
Der er forskellige adgange til samlingen, alt efter om avisen er digitaliseret, findes på mikrofilm eller skal læses i originalform. For at beskytte originalavisen skal den som hovedregel ses digitalt eller på mikrofilm, hvis den findes i en af de to former, og kun hvis den ikke gør, kan den ses i originalform.
Adgangen til de digitaliserede aviser sker gennem Mediestream. Bestilling af mikrofilm og originalaviser foregår via AU Library.